# NGC 7743
NGC 7743 is een balkspiraalstelsel in het sterrenbeeld Pegasus. Het ligt 83 miljoen lichtjaar van de Aarde verwijderd en werd op 18 oktober 1784 ontdekt door de Duits-Britse astronoom William Herschel.

## Synoniemen
- UGC 12759
- MCG 2-60-11
- ZWG 432.22
- IRAS 23417+0939
- PGC 72263